# Onychipodia nigricostata
Onychipodia nigricostata är en fjärilsart som beskrevs av Butler 1894. Onychipodia nigricostata ingår i släktet Onychipodia och familjen björnspinnare. Inga underarter finns listade i Catalogue of Life.